# Séverin de Saxe
Séverin de Saxe (allemand : Severinus von Sachsen; 28 août 1522, Freiberg – 10 octobre 1533, Innsbruck) est un prince de la branche albertine de la ligne de la Maison de Wettin.

## Biographie
Séverin est le deuxième fils du duc Henri IV de Saxe (1473-1541) de son mariage avec Catherine de Mecklembourg (1487-1561), fille du duc Magnus II de Mecklembourg. Sa mère et l'éducateur Balthasar Rysche ont une influence considérable sur l'éducation de Séverin et son frère Maurice.
Lors d'une visite de Georges de Saxe, celui-ci organise un combat entre Séverin et son frère Maurice. Malgré sa santé fragile, Séverin a toujours le dessus dans de tels combats. Cela donne à leur père, l'idée que Maurice est peut-être mieux adapté à une carrière ecclésiastique.
À la demande de leur oncle catholique Georges, duc de Saxe, Séverin est séparé de ses parents luthériens et envoyés à Innsbruck pour recevoir une éducation catholique. À Innsbruck, il séjourne à la cour du futur empereur Ferdinand Ier et sa femme Anne Jagellon. Il grandit ensemble avec leurs enfants. Bernhard von Rathschitz est son tuteur privé. Il est enterré dans l'abbaye Cistercienne de Stams. Sa tombe est pillée et détruite en 1552 par les troupes de son frère, le duc Maurice, au cours de la Guerre de Schmalkalden.

## Héritage
En 1526, Lucas Cranach l'Ancien fait deux portraits des jeunes princes Maurice, futur duc, et Séverin. Le portrait de Séverin est créée avec tempera sur bois et mesure 57 x 38.5 cm. Il est considéré comme un excellent travail de Cranach et est inclus dans la liste globale à l'échelle nationale du patrimoine culturel. Il est la propriété de la Fondation de la Maison de Hesse et est prêt à le Musée d'Art de Portland entre 2005 et 2006.